# Aldo Neppi Modona
Aldo Neppi Modona (Firenze, 20 ottobre 1895 – Firenze, 25 maggio 1985) è stato un archeologo italiano.

## Biografia
Nato a Firenze da famiglia ebraica, dopo aver partecipato alla prima guerra mondiale ottenne la laurea nel 1919, e si specializzò in lettere classiche all'Istituto di studi superiori di Firenze con una tesi di archeologia dal titolo Cortona etrusca e romana. Nel 1928 vinse una borsa di studio che gli permise di studiare presso l'Istituto storico archeologico di Rodi e di perfezionarsi nella conoscenza della storia e dell'archeologia dell'Egeo. Fu docente di antichità classiche alle università di Firenze e di Roma.
A causa delle leggi razziali del 1938 fu costretto a interrompere le proprie attività di ricerca, che poté riprendere solamente nel 1946, dopo la fine della seconda guerra mondiale.
Dal 1957 fu docente di antichità greche e romane all'università di Genova.
Collaborò con la rivista Studi etruschi e curò varie pubblicazioni con l'editore fiorentino Olschki.

## Opere (parziale)
- Gli edifici teatrali greci e romani, Firenze, Olschki (1961)
- Guida alle antichità etrusche, Firenze, Olschki (1967)
- Cortona etrusca e romana nella storia e nell'arte, Firenze, Olschki (1977)